# گئورگ سارکیسیان
گئورگ گریگوری سارکیسیان (روسی: Геворк Григорьевич Саркисян؛ زادهٔ ۵ نوامبر ۱۹۹۹) بازیکن فوتبال ارمنی‌تبار اهل روسیه در پست مهاجم است.

## باشگاهی
وی نخستین بازی‌اش در لیگ دسته اول فوتبال روسیه برای ولس مسکو در تاریخ ۶ مارس ۲۰۲۲ در بازی مقابل آکرون تولیاتی انجام داد.
از باشگاه‌هایی که در آن بازی کرده است می‌توان باشگاه فوتبال لوکوموتیو مسکو، باشگاه فوتبال کازانکا مسکو، باشگاه فوتبال ترودا اورخوفو-زویفو و ولس مکسو اشاره کرد.